# Wał nadoczodołowy

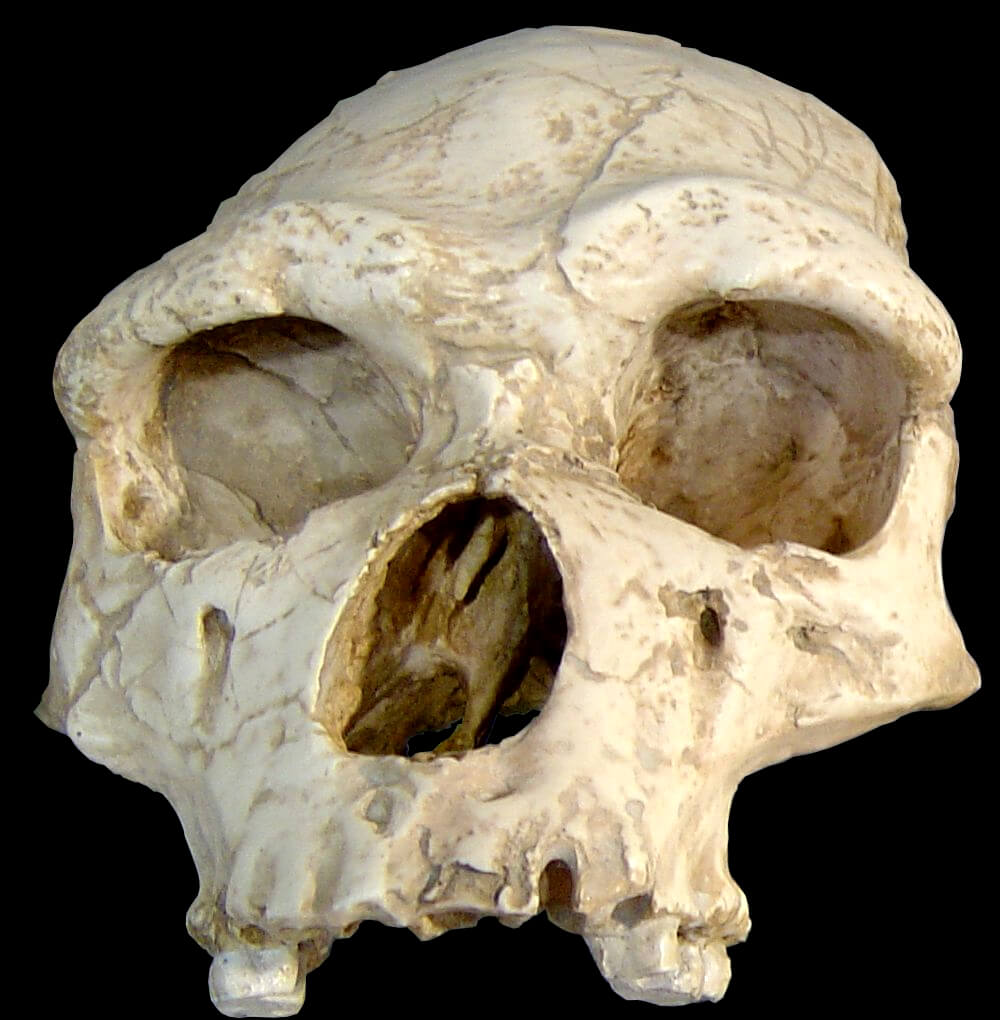
Czaszka Homo erectus z widocznymi wałami nadoczodołowymi

Wał nadoczodołowy, guz nadoczodołowy – zgrubienie w tkance kostnej występujące nad oczodołami, sięgające często do kości jarzmowych. Wały nadoczodołowe były szczególnie wydatne u dwóch przodków człowieka rozumnego (Homo sapiens): neandertalczyka (Homo neanderthalensis) oraz człowieka wyprostowanego (Homo erectus).
U człowieka rozumnego pozostałością po tych zgrubieniach są łuki brwiowe (nadoczodołowe).